# Mathias Guillemette
Mathias Guillemette (Trois-Rivières, 14 gennaio 2002) è un pistard e ciclista su strada canadese, attivo come Elite/Under-23 dal 2021 e vincitore di due titoli panamericani su pista nel 2023.

## Palmarès

### Pista
- 2022

Fastest Man on Wheels, Americana (con Dylan Bibic)
Campionati canadesi, Americana (con Dylan Bibic)
1ª prova Champions League, Corsa a eliminazione (Palma di Maiorca)
- 2023

Campionati canadesi, Americana (con Dylan Bibic)
Campionati panamericani, Inseguimento a squadre (con Michael Foley, Dylan Bibic e Sean Richardson)
Campionati panamericani, Americana (con Dylan Bibic)
- 2024

Campionati canadesi, Americana (con Dylan Bibic)
- 2025

Bromont, Americana (con Chris Ernst)
Bromont, Omnium
Campionati canadesi, Americana (con Chris Ernst)
Campionati canadesi, Scratch
Campionati canadesi, Corsa a punti

### Strada
- 2025 (Tudor Pro Cycling Team U23, una vittoria)

2ª tappa Tour Alsace (Rust > Sélestat)

#### Altri successi
- 2023

Les Mardis cyclistes de Lachine #5

## Piazzamenti

### Competizioni mondiali
- Campionati del mondo su pista

Francoforte sull'Oder 2019 - Inseguimento a squadre Junior: 6º
Francoforte sull'Oder 2019 - Scratch Junior: 11º
Saint-Quentin-en-Yvelines 2022 - Inseguimento a squadre: 11º
Saint-Quentin-en-Yvelines 2022 - Corsa a punti: 13º
Saint-Quentin-en-Yvelines 2022 - Americana: 13º
Glasgow 2023 - Inseguimento a squadre: 6º
Glasgow 2023 - Corsa a punti: 6º
Ballerup 2024 - Inseguimento a squadre: 6º
Ballerup 2024 - Corsa a punti: 13º
- Giochi olimpici

Parigi 2024 - Inseguimento a squadre: 7º
Parigi 2024 - Americana: 13º